# 刘刚 (1965年2月)
刘刚（1965年2月10日—），祖籍山东济宁，南开大学经济研究所所长，研究领域为现代企业理论、创新经济及创新政策。

## 生平
1989年获得安徽师范大学政治系法学学士学位。1989年至1994年，在淮北煤炭师范学院任教。1994年至2001年间，先后就读并获得华中师范大学经济学院硕士学位，中国人民大学经济学博士学位。2001至2003年，在南开大学经济学院从事理论经济学博士后研究，2003年至今，在南开大学经济研究所工作。

## 出版著作
著作：《后福特制：当代资本主义经济发展的新阶段》《中国经济学30年》《企业的异质性假设--对企业本质及其行为基础的演化经济学解释》《后福特制研究——生产组织创新与企业竞争优势》
译著：《企业网络：组织和产业竞争力》《创新经济学：技术创新和结构性变迁》《演化经济学前沿》《制度、契约与组织——从新制度经济学的角度透视》